# Liste der Monuments historiques in Charny-sur-Meuse
Die Liste der Monuments historiques in Charny-sur-Meuse führt die Monuments historiques in der französischen Gemeinde Charny-sur-Meuse auf.

## Liste der Objekte
| Bezeichnung                | Beschreibung                  | Standort                     | Kennzeichnung | Schutzstatus | Datum | Bild |
| -------------------------- | ----------------------------- | ---------------------------- | ------------- | ------------ | ----- | ---- |
| Skulptur Heiliger Nikolaus | Holz, farbig gefasst, um 1800 | in der Kirche St-Loup (Lage) | PM55002759    | Inscrit      | 1984  |      |
| Skulptur Madonna mit Kind  | Holz, farbig gefasst, um 1800 | in der Kirche St-Loup (Lage) | PM55002760    | Inscrit      | 1984  |      |